# Voivodat de la Baixa Silèsia
La Baixa Silèsia (en polonès Dolny Śląsk) és un dels 16 voivodats de Polònia, segons la nova divisió administrativa del 1998. La capital és Wrocław, la històrica Breslau.
És una de les províncies més riques de Polònia, ja que els recursos naturals com ara el coure, el lignit i el carbó marró són àmpliament presents.

## Ciutats
Les principals ciutats són, segons les dades de població del 1995:
- Wrocław (642.700)
- Wałbrzych (139.600)
- Legnica (108.000)
- Jelenia Góra (93.500)
- Lubin (83.500)
- Głogów (74.200)
- Świdnica (64.800)
- Bolesławiec (44.400)
- Oleśnica (38.900)
- Dzierżoniów (38.300)
- Bielawa (34.600)
- Zgorzelec (36.800)
- Oława (31.800)
- Kłodzko (30.900)
- Nowa Ruda (27.200)
- Jawor (25.600)
- Świebodzice (24.700)
- Lubań (24.400)
- Kamienna Góra (23.600)
- Polkowice (21.600)